# Черниш Тетяна Олександрівна
Тетяна Олександрівна Черниш  (нар. 2 березня 1953, Буча, Київська область) — українська філологиня, професорка катедри полоністики Інституту філології КНУ імені Тараса Шевченка. Докторка філологічних наук (2003), професорка (2011). Фахівчиня у галузі лінгвославістики і лінгвополоністики. Родичка Білошицької-Костюкевич Олени Миколаївни по лінії матері.

## Життєпис
1970 р. закінчила бучанську середню школу № 4 з золотою медаллю. 1971 р. вступила на слов'янське відділення філологічного факультету Київ. держ. (тепер нац.) ун-ту ім. Т. Г. Шевченка.
У 1976—1987 роках працювала в Ін-ті мовознавства ім. О. О. Потебні НАН України (відділ заг. і слов'ян. мовознавства). 1986 р. захистила канд. дис. «Етимологічні гнізда коренів з вихідним значенням горіння у слов'янських мовах (псл. *gor-/žar-, *žeg-/žig-, *ре1-/рa1-)».
З 1987 року в Київ. нац. ун-ті ім. Т.Шевченка (1987—2000 кафедра слов'ян. філології, з 2000 р. кафедра полоністики). 2003 року захистила докторську дисертацію. «Компаративно-типологічне дослідження слов'янської лексики в контексті етимологічних гнізд із близькозначними коренями (псл. *pek-, *vir-/vor-, *kyp-/kvap-/kop-)». Викладала історію польської літератури, викладає теоретичну граматику, діалектологію та історію польської мови, порівняльно-історичну граматику слов'янських мов, країнознавство Польщі, спецкурси «Теоретичні проблеми слов'янського мовознавства», «Порівняльно-історичне вивчення лексики слов'янських мов», «Історія українського слов'янознавства», «Польська мова у лінгвокогнітивному висвітленні», «Ареальна диференціація слов'янських мов» та ін.
Є членкинею Комісії з етимології при Міжнародному комітеті славістів, постійним членом журі Конкурсу наукових праць ім. Є.Ґедройця під егідою Посольства Республіки Польща в Україні (поч. із 2006 р.), співробітничає з Генеральним консульством Республіки Польща в Києві в організації і проведенні щорічних Олімпіад польської мови і літератури серед молоді польського походження, виконуючи обов'язки голови журі (поч. із 1997 р.). співпрацює з Польським домом у Києві.
В різні роки була членкинею Товариства українських науковців польського походження, міжнародного товариства викладачів польської мови «Брістоль» та спілки вчителів польської мови м. Києва.
Працює в галузі художнього перекладу (Ян Твардовський. Треба йти далі, або прогулянка сонечка. Вибрані поезії // Упорядкування, переклад, передмова та примітки Тетяни Черниш і Сергія Єрмоленка. — Київ, Краків: Кайрос, 2000).

## Нагороди
- Премія президента НАН України за цикл робіт «Проблеми розвитку слов'янської лексики» (1984)
- Почесна відзнака Республіки Польща «За заслуги перед польською культурою» (1999)
- Кавалерський хрест Ордену заслуги перед Республікою Польща (2012).
- Почесна грамота за особливо видатні заслуги перед Київським національним університетом імені Тараса Шевченка (2022).
- Премія НАН України ім. О.О.Потебні (2025, разом із С.С.Єрмоленком та Г.В.Зимлвець).

## Основні праці
Автор понад 180 праць із порівняльно-історичної лексикології та етимології слов'ян. мов, лінгвістичної полоністики, лінгводидактики польської мови. У її працях отримав подальший розвиток гніздовий підхід до вивчення історії та етимології лексики споріднених мов, започаткований О. С. Мельничуком; зокрема, створила компаративно-типологічний напрям дослідження етимологічних гнізд із синонімічними й семантично спорідненими коренями.
- Слов'янська лексика в історико-етимологічному висвітленні: монографія. — К., 2003;
- Нариси зі слов'янської порівняльно-історичної лексикології та етимології. Навчальний посібник. — К., 2010;
- Польсько-український словник лінгвістичної термінології; Українсько-польський словник лінгвістичної термінології.– К.,2004 (у співавт.);
- Ян Твардовський. Треба йти далі, або прогулянка сонечка. Вибрані поезії // Упорядкування, переклад, передмова та примітки Тетяни Черниш і Сергія Єрмоленка. — Київ, Краків: Кайрос, 2000;
- До проблеми дослідження лексичних взаємозв'язків слов'янських мов // Мовознавство, 1994, № 6;
- Компаративно-зіставне дослідження слов'янської лексики в контексті етимологічних гнізд із близькозначними коренями // Мовознавство, 1998, № 2-3 (XII Міжнар.з'їзд славістів. Доп. укр. делегації);
- Про теоретико-методологічні засади застосування гніздового методу в етимологічних дослідженнях О. С. Мельничука // Мовознавство, 2001, № 6; Проблеми компаративно-типологічного вивчення процесів формування та еволюції гнізд культурно маркованої слов'янської лексики (псл. *variti та його континуанти) // Мовознавство, 2003, № 2 (XIII Міжнар. з'їзд славістів. Доп. укр. делегації);
- До питання про характер псл.*kypĕti: реконструкція на підставі прямих відповідників // Dzieje Słowian w świetle leksyki/ Pamięci Profesora Franciszka Sławskiego. Kraków, 2002;
- Типологічні аспекти семантичної реконструкції гнізд праслов'янської лексики // Слов'янські обрії. XIV Міжнар. з'їзд славістів. Доповіді. — К., 2008;
- Терміни народної медицини у складі гнізд із коренями на позначення горіння // Кодови словенских култура. — Загреб, 2008, № 10;
- Структурні типи субстантивів зі значенням «пожежа, випалене місце» в історико-дериваційному гнізді псл. *paliti // Мово рідна, слово рідне. Prace naukowe ofiarowane Doktor Bożenie Zinkiewicz-Tomanek. — Краків, 2009;
- Лексико-тематичні групи у структурі синонімічних гнізд: слов'янські знахарські терміни з коренями на позначення горіння // Мови та культури у новій Європі: контакти і самобутність. Збірник, присв. 70-річчю чл.-кор. НАН України, д.ф.н., проф. Н. Ф. Клименко. — К., 2009;
- Польсько-українські мовні пастки (польськ. мовою) // Радишевський Р. Українська полоністика: проблеми, школи, сильветки. — К., 2010;
- Співвідношення синхронії і діахронії у методологічному апараті сучасної компаративістики // Методи лінгвістичних досліджень: матеріали Міжнародної науково-практичної конференції. — Слов'янськ, 2010;
- Історія Польщі за Вєхом (про мову і стиль Ст. Вєхецького) // Studia Linguistica. — 2011. — Vol. V;
- Деякі мовно-стилістичні явища у поезії ксьондза Яна Твардовського // Життя у слові. Зб. наук. праць на пошану акад. В. М. Русанівському.– К., 2011 — у співавт. з С. С. Єрмоленком;
Вєх як форма художнього знака // Київські полоністичні студії. — К.: ВПЦ КНУ, 2011.– Т. XIX;
- Про полоністику і полоністів 1971—1976 рр. // Компаративні дослідження слов'янських мов і літератур. –К.: ВПЦ КНУ, 2011. — В. 14;
- Роль паронімії у розвитку семантичної структури слов'янських історико-етимологічних гнізд із термічними коренями // Акцентологія, етимологія, семантика. Збірник праць на пошану акад. В. Г. Скляренка. — К.: Видавничий Дім Дмитра Бураго, 2012;
- Дослідження праслов'янської синонімії в контексті гніздового підходу // Мовознавство (Доповіді української делегації на XV Міжнародний з'їзд славістів). — 2013. — № 2-3;
- Про неодиничність розв'язань в історико-етимологічних студіях: множинна мотивація і дериваційна багатозначність у контексті семантичної реконструкції // Studia z Filologii Polskiej i Słowiańskiej. — T. 48. — Warszawa: Instytut Slawistyki PAN (SOW), 2013;
- Слов'янські старожитності в художньому зображенні Ю.Крашевського // Волинь-Житомирщина: Історико-філологічний збірник з регіональних проблем. — Житомир: Житомирський держ. ун-т ім. І.Франка. — 2014;
- Слов'янська порівняльно-історична лексикологія та її завдання // Слов'янський збірник: Зб. наук. праць (Одеський нац. ун-т ім. І. І. Мечникова). — 2013. — Вип. XVII;
- Українські географічні назви з основою псл. *jьzvorъ у структурі гнізда псл. *vьrěti // Niejedno ma imię… Prace onomastyczne i dialektologiczne dedykowane Prof. Ewie Wolnicz-Pawlowskiej (Prace Językoznawcze Instytutu Filologii Polskiej UKSW). — T. 4. — Warszawa: Wydawnictwo UKSW, 2013;
Polonica в «Истории славянской филологии» Ватрослава Ягича // Ватрослав Ягич і проблеми слов'янознавства. Зб. наук. праць. — К.: Видавничий Дім Дмитра Бураго, 2015;
- До проблеми походження укр. жевріти: українські і позаукраїнські паралелі // Studia Borysiana. Etymologica Diachronica Slavica. — Warszawa: Instytut Slawistyki PAN, Fundacja Slawistyczna, 2014;
- Морфонологічні та семантичні особливості відображення іє. *gu̯her- / gu̯hor- «горіти» у дієслівних континуантах псл. *gorěti / *goriti / *garati // Мовознавство. — 2015. — № 3 (На пошану академіка НАН України Г. П. Півторака з нагоди його 80-річчя);
- Мовна особистість і мовна біографія Тараса Шевченка у висвітленні Пшемислава Зволінського // Шевченкознавчі студії: Збірник наукових праць. — К.: ВПЦ «Київський університет», 2015. — Випуск 18. За матеріалами Шевченківського міжнародного літературного конгресу, присвяченого 200-річчю від дня народження Тараса Шевченка.